# Simon Best
Simon Best (* 11. Februar 1978 in Craigavon, County Armagh, Nordirland) ist ein ehemaliger nordirischer Rugby-Union-Spieler. Er spielte auf der Position des Prop. Er ist der ältere Bruder von Rory Best.
Best studierte Landwirtschaft an der Newcastle University. Von 1999 bis 2008 spielte er für die Rugby-Union-Mannschaft von Ulster, die in der Celtic League spielt. Er gewann mit Ulster als Mannschaftskapitän die Meisterschaft der Celtic League 2005/06. In 118 Spielen erzielte er 25 Punkte.
Zwischen 2003 und 2008 absolvierte er 23 Spiele für die Irische Rugby-Union-Nationalmannschaft und erzielte 5 Punkte. Er spielte unter anderem während der Rugby-Union-Weltmeisterschaft 2003 für Irland.
Während der Rugby-Union-Weltmeisterschaft 2007 musste er am 26. September wegen Lähmungserscheinungen in ein Krankenhaus in Bordeaux eingeliefert werden. 2008 musste er aufgrund von Herzproblemen vom aktiven Rugby-Sport zurücktreten.
| Personendaten    | Personendaten                        |
| ---------------- | ------------------------------------ |
| NAME             | Best, Simon                          |
| KURZBESCHREIBUNG | irischer Rugby-Union-Spieler         |
| GEBURTSDATUM     | 11. Februar 1978                     |
| GEBURTSORT       | Craigavon, County Armagh, Nordirland |